# Friska Viljor
Pour pour le club sportif suédois, voir Friska Viljor FC.
Friska Viljor est un un groupe suédois de rock indépendant, originaire de Stockholm.

## Histoire
Les fondateurs du groupe sont Daniel Johansson et Joakim Sveningsson, qui se retrouvent dans un studio d'enregistrement lors d'une tournée dans la vie nocturne de Stockholm. C'est ainsi que naît le premier album Bravo! (2006),,. Le premier single, Gold, atteint la 11e place des hit-parades dans le pays d'origine du groupe.
Peu après la sortie de Bravo!, Sveningsson et Johansson se rendent en Allemagne pour faire de la musique de rue à Hambourg et à Berlin. Ils donnent un concert dans le magasin de disques Back Records dans le quartier de St. Pauli. Distribué par le label discographique indépendant hambourgeois Devil Duck Records, Bravo! sort en 2007 en Allemagne, en Autriche et en Suisse,,, et le groupe part pour la première fois en tournée en tant que première partie du groupe américain Eagle Seagull. Friska Viljor effectue ensuite sa première tournée des clubs. S'ensuivent des représentations dans des festivals comme l'Immergut à Neustrelitz (2012), le Haldern Pop ou l'Obstwiesen Festival. 
La sortie de l'album Tour de Hearts est suivie par d'autres tournées de clubs. En été 2009, le groupe fait une tournée en Allemagne, et se produit entre autres à l'Appletree Garden Festival et au Rocken am Brocken Festival. En automne 2009, une tournée suit, au cours de laquelle le nouvel album For New Beginnings est présenté. En 2011, l'album The Beginning of the Beginning of the End sort sur Haldern Pop Recordings. En 2013, l'album Remember Our Name est publié sur le propre label de Daniel Johansson, Crying Bob Records, qui est jusqu'alors également responsable de la publication de la musique du groupe en dehors des territoires germanophones. L'album atteint la 73e place du classement des albums en Allemagne. Le single Bite Your Head Off sort en avant-première. La même année, le groupe effectue une tournée européenne et joue notamment au Hurricane Festival durant l'été 2013. 
En juin 2015, le cinquième album My Name Is Friska Viljor sort, à nouveau sur Crying Bob Records,. Après une tournée à l'automne 2015 et des concerts dans des festivals l'été suivant, notamment au A Summers Tale, MS Dockville ou au Deichbrand Festival, le groupe prend pour la première fois une longue pause. Dans le cadre du Reeperbahn Festival 2016, le documentaire Remember Our Name est présenté en avant-première. La réalisatrice Lilian Czolbe passe cinq semaines avec le groupe en Suède au printemps 2015 et les accompagnent, entre autres, lors de l'enregistrement de l'album My Name Is Friska Viljor et de nombreux moments privés. S'y ajoutent des enregistrements live, notamment d'un concert à Berlin.
En septembre 2018, Sveningson et Johansson se produisent sous le nom de Shotgun Sisters au Reeperbahn Festival de Hambourg. Au cours de leur tournée 2019, ils présentent leur nouvel album Broken et se rendent dans de nombreuses villes allemandes et autrichiennes,.

## Discographie

### Albums studio
- 2006 : Bravo! (38e place des charts suédois[5])
- 2008 : Tour de Hearts
- 2009 : For New Beginnings
- 2011 : The Beginning of the Beginning of the End
- 2013 : Remember Our Name (73e place des charts allemands[5])
- 2015 : My Name Is Friska Viljor
- 2019 : Broken
- 2022 : Don't Save the Last Dance

### Singles
- 2006 : Gold (11e place des charts suédois[5])
- 2007 : Oh Oh
- 2008 : Shotgun Sister
- 2008 : Old Man
- 2009 : Wohlwill
- 2011 : Larionov
- 2013 : Bite Your Head Off
- 2015 : My Boys
- 2015 : In My Sofa I'm Safe